# Georg Hackl
Georg Hackl (* 9. září 1966, Berchtesgaden) je sáňkař a trojnásobný olympijský a světový šampion v jízdě na saních. Zvítězil také několikrát na mistrovství světa i Evropy.
První olympijskou medaili získal na zimních olympijských hrách v Calgary v roce 1988 a poslední v roce 2002 v Salt Lake City. Stal se prvním olympionikem, který získal medaili na pěti po sobě jdoucích olympiádách. Na zimní olympiádě v Turíně v roce 2006 medaili nezískal a skončil sedmý.
Je znám i vývojem a konstrukcí saní pro své vlastní účely.